# Represa de Tocoma
La represa de Tocoma, donde se proyecta ubicar la Planta Hidroeléctrica "Manuel Piar", que es una central hidroeléctrica de Venezuela localizada en el bajo río Caroní, en el estado Bolívar.

## Historia
El proyecto se aprobó en enero de 2002 según resolución del Ministerio de Energía y Minas, e inició con el movimiento de tierras y con un presupuesto total de US$ 3.061 millones de dólares, en el año 2005, la empresa Electrificación del Caroní (Edelca) actual Corporación Eléctrica Nacional (Corpoelec)– pactó con el Consorcio OIV, conformado por tres compañías: la empresa brasilera Odebrecht (50 %), la italiana Impregilo (40 %) y la venezolana Vinccler (10%) para realizar el proyecto. Algunos inconvenientes hicieron retrasar el proyecto (atraso en la entrega de materiales hierro y cemento, atraso en el pago de sueldos y salarios, modificación del tipo de cambio) al punto de solicitar para 2013 la ampliación del presupuesto a US $ 7000 millones de dólares en 2013, según declaraciones del exministro de Energía Eléctrica Jesse Chacón, para luego ascender de nuevo y posicionarse en US$ 9365 millones, de acuerdo con el exministro de energía, Luis Motta Domínguez quien solicitó un nuevo presupuesto para llegar a US $ 9365 millones de dólares.
La Planta Hidroeléctrica "Manuel Piar" se encuentra en construcción y es el último proyecto de desarrollo hidroeléctrico en la cuenca del bajo Caroní. Se encuentra 15 km abajo de la represa del Guri. El proyecto incluye la instalación de 12 unidades de generación hidroeléctrica de 180 Mw para una capacidad instalada de 2160 MW para generar una energía media anual de 12 100 GWh. Un aliviadero de 9 compuertas cuya capacidad de descarga será de 28,750 m³/seg, presas de concreto, presas de tierra, empedrado, cuyas estructuras constituirán el conjunto de control de embalse y producción de energía eléctrica. Según el cronograma planificado en la presentación, la energía será ingresado en 2009 progresivamente al Sistema Eléctrico Nacional (SEN),  Posteriormente serían diez unidades generadoras modelo Kaplan de 216 MW, fabricadas por la empresa argentina IMPSA (que solo instalaron dos, las otras ocho turbinas aún se encuentran en Argentina para junio de 2019) se creía que el proyecto comenzaría a operar entre 2012 y 2014. Aunque al día de hoy sigue sin iniciar operaciones, y no ha aportado ningún MW al Sistema Eléctrico Nacional, pese al gran déficit de energía eléctrica que hay en el país y que ha provocado largos racionamientos en distintas localidades, la construcción de la represa solo tiene 87,19 % de avance y está paralizada. La fecha de inicio de construcción del proyecto data de marzo de 2007, y debía ser culminado en 2012. En el año 2013 se hizo una auditoría de la obra, el informe resultó nefasto por las diferentes fallas que presentaba la obra, para ese año se determinó también la variación del presupuesto del proyecto así como el alargamiento en tiempo para la entrega final.
En el año 2014 se paralizó la obra de la represa, al caer en default la empresa argentina contratista IMPSA con una deuda pendiente de cobrar en Venezuela de 1200 millones de dólares.
El asesor externo de la empresa brasileña Odebrecht y representante del Consorcio OIV, no pudo explicar satisfactoriamente a los diputados de la Asamblea Nacional, cómo es que el proyecto tiene cuatro años de retraso cuando se le interpeló en el 2016 por lo que fue declarada responsabilidad política a siete exministros de energía eléctrica: Rafael Ramírez Carreño; Alí Rodríguez Araque; Jesse Chacón; Argenis Chávez; Nervis Villalobos, y Javier Alvarado.
En diciembre de 2018 la empresa  IMPSA (Industrias Metalúrgicas Pescarmona Sociedad Anónima)  reinicia negociaciones en Argentina con un nuevo control accionario diferente(65% acciones del BID, Banco de la Nación, Bonistas y 35% Fam Pescarmona).
En junio de 2019 la empresa argentina IMPSA negoció con el gobierno venezolano la entrega de 10 generadores Kaplan de las cuales 2 están casi instaladas y las ocho restantes se encontraban en Argentina. Corpoelec solicitó presupuesto a IMPSA para completar la instalación de las dos turbinas que permitirían reactivar un 25 % de la planta y generar 430 MW. Las obras durarían 18 meses y costarían $ 30 millones, pero aún no hay confirmación de una oferta en firme.
Según un documento presentado a la Comisión Nacional de Valores (CNV), por el presidente de IMPSA Marcelo Kloster, se han concretado reuniones con la empresa estatal Corpoelec, para la reactivación de las obras de la represa. Está pendiente de firma una prórroga de 60 meses al contrato, pero según fuentes de IMPSA, ya se ha firmado una adenda reconociendo la vigencia del contrato.